# Sokolniki (Września)
Pour les articles homonymes, voir Sokolniki.
Sokolniki (prononciation : [sɔkɔlˈɲikʲi]) est un village polonais de la gmina de Kołaczkowo dans le powiat de Września de la voïvodie de Grande-Pologne dans le centre-ouest de la Pologne.
Il se situe à environ 6 kilomètres au nord-est de Kołaczkowo (siège de la gmina), à 13 kilomètres au sud-est de Września (siège du powiat) et à 56 kilomètres à l'est de Poznań (capitale régionale).

## Histoire
De 1975 à 1998, le village faisait partie du territoire de la voïvodie de Poznań.

Depuis 1999, Sokolniki est situé dans la voïvodie de Grande-Pologne.